# Мария Кристина Медичи
Мари́я Кристи́на Ме́дичи (итал. Maria Cristina de Medici; 24 августа 1609, Флоренция, Великое герцогство Тосканское — 9 августа 1632, там же) — принцесса из дома Медичи, дочь Козимо II, великого герцога Тосканы; невеста Одоардо, наследного принца Пармы и Пьяченцы.

## Биография
Мария Кристина Медичи родилась во Флоренции 24 августа 1609 года. Она была первым ребёнком в семье великого герцога тосканского Козимо II и Марии Магдалины, урождённой эрцгерцогини австрийской из дома Габсбургов. По отцовской линии принцесса приходилась внучкой великому герцогу тосканскому Фердинанду I и Марии Кристине Лотарингской. По материнской линии она была внучкой австрийского эрцгерцога Карла II и Марии Анны Баварской, принцессы из дома Виттельсбахов.
Мария Кристина получила те же имена, что и бабушка по отцовской линии. Принцессу крестили спустя год после рождения — 21 ноября 1610 года. Она родилась инвалидом; историк Эстелла Галассо-Кальдерара в книге «Великая герцогиня Мария Магдалина Австрийская» описала состояние Марии Кристины следующим образом: «Виновность её пола усугублялась серьёзными физическими и умственными аномалиями».
Семья скрывала физическое и умственное состояния принцессы. В 1619 году десятилетнюю Марию Кристину поместили в монастырь Непорочного Зачатия во Флоренции, поручив заботам монахинь из Конгрегации сестёр Святого Стефана. Здесь она жила с многочисленными слугами и компаньонками.
После десяти месяцев переговоров, 14 октября 1620 года, во Флоренции главы домов Медичи и Фарнезе заключили брачный контракт, по которому Мария Кристина или другая принцесса из дома Медичи должна была стать женой принца Одоардо, сына и наследника Рануччо I, герцога Пармы и Пьяченцы из дома Фарнезе. Когда принц узнал о физических недостатках своей невесты, он отказался брать её в жёны. Брачный контракт предусматривал для жениха возможность замены одной принцессы на другую, и вместо Марии Кристины замуж за Одоардо вышла её младшая сестра Маргарита.
Мария Кристина по-прежнему жила в монастыре, но не принимала монашеского пострига. Она умерла 9 августа 1632 года на вилле Поджо-Империале под Флоренцией.
В 1857 году гробницу принцессы в капелле Медичи вскрыли и провели эксгумацию. В ходе обследования останков Марии Кристины было обнаружено, что из одежды, в которой её похоронили, «сохранилось только кружево, совершенно истлевшее, и немного металла от цветов, из которых был сделан венец», волосы на голове оказались «отделены от черепа и смешались с костью».

## В культуре
Сохранилось несколько прижизненных портретов Марии Кристины. Детский портрет 1613 года, приписываемый кисти Валоре Казини, ныне хранится в собрании Музея истории искусств в Вене. Искусствовед Майке Фогт-Люэрссен идентифицирует с ней детский портрет кисти неизвестного и портрет, приписываемый кисти Кристофано Аллори, на котором она изображена в образе Юдифи с мечом и головой Олоферна в руках.